# Fenomenografi
Fenomenografi är en kvalitativ forskningsmetod som utvecklades av INOM-gruppen, ledd av professor emeritus Ference Marton, vid den pedagogiska institutionen vid Göteborgs universitet. Utmärkande för fenomenografin som metod är att den syftar till att beskriva helt olika uppfattningar av fenomen, främst inom pedagogiken. Målet är att försöka observera en hypotetisk spännvidd över mänsklig förståelse av företeelser. Ett sätt att närma sig den uppgiften är att analysera intervjutranskript och sammanställa olika typer av utsagor i beskrivningskategorier. Relationer mellan beskrivningskategorier kan sedan undersökas i ett fenomenografiskt utfallsrum. Processen inriktas mot att kartlägga uppfattningar i urvalsgruppen samt undersöka hur uppfattningar förhåller sig till varandra och till det undersökta fenomenet.

## Beskrivningskategorier
Beskrivningskategorier används för att:
- samla utsagor som beskriver uppfattningar av det undersökta fenomenet
- avgränsa och beskriva grupper av utsagor som har likartad innebörd

### Exempel
Nedan följer exempel på beskrivningskategorier ur rapporten "Ungdomars uppfattningar av trafiksäkra förare och förarutbildningens utformning" från VTI. Rubriken för avsnittet är "17-åringarnas uppfattningar av vad en trafiksäker förare är".
| ”                                   | Kategori 2: Laglydighet En trafiksäker förare följer trafikreglerna. Följer man bara reglerna och håller sig inom de givna ramarna så ska också körningen vara trafiksäker. Personlighet, kön eller ålder har ingenting att göra med hur trafiksäker man är som bilförare. Följer föraren reglerna så behövs inte heller några speciella färdigheter i samband med till exempel körning i olika trafikmiljöer. [...] Kategori 5: Självinsikt En trafiksäker förare är ansvarsfull och reflekterar över sitt eget fysiska och psykiska tillstånd och kan avgöra vid vilka tillfällen/situationer det inte är lämpligt att köra. Vidare finns hos föraren inget behov av att hävda sig i trafiken, utan man inser sin begränsade förmåga. Med insikt om den egna förmågan utsätter föraren varken sig själv eller andra för fara. | „ |
| – Engström & Nyberg, 2006, ss.23,27 | |   |

### Analysunderlag
Beskrivningskategorier kan ta form vid upprepad genomläsning av intervjutranskript där forskaren söker det som "står mellan raderna" - underliggande teman i informanternas utsagor. Kategorierna i exemplet ovan har författarna avgränsat med hjälp av olika intervjupassager. "Kategori 2: Laglydighet" härleds exempelvis ur följande dialog:
| ”                               | I: Vad tycker du att man ska kunna för att vara en trafiksäker förare?/.../ IP4: Regler, tror jag. Det är ofta svårt i en korsning, vem som ska köra först så inte alla kör på en gång, det händer ju ibland. I: Har du varit med om nåt sånt? IP4: Nej, men man ser många som tvekar, som tittar och inte vet riktigt... I: Och det har att göra med regler? IP4: Ja, högerregeln och när gäller den och så. I: Någonting annat? IP4: Jag vet inte, inte vad jag kommer på nu i alla fall. | „ |
| – Engström & Nyberg, 2006, s.23 | |   |

## Utfallsrum
Ett fenomenografiskt utfallsrum används för att:
- undersöka relationer dels mellan beskrivningskategorier, dels mellan beskrivningskategorier och det undersökta fenomenet
- rangordna beskrivningskategorier efter observerade eller föreslagna ordinalrelationer

### Exempel
Nedan följer exempel på jämförelse mellan beskrivningskategorier i ett utfallsrum ur rapporten "Ungdomars uppfattningar av trafiksäkra förare och förarutbildningens utformning" från VTI.
| ”                               | Kategori 3 och 6: uppmärksamhet och koncentration Både kategori 3 (anpassning) och kategori 6 (koncentration) ser uppmärksamhet och koncentration som viktiga egenskaper hos föraren. Men det finns en viss nyansskillnad i de två kategorierna. I kategori 3 (anpassning) är dessa båda egenskaper relaterade till att föraren ska anpassa sin körning till den rådande trafikrytmen, medan det i kategori 6 (koncentration) mer hänger samman med att vara uppmärksam och koncentrerad på en mängd olika faktorer i trafikmiljön - att vara uppmärksam och koncentrerad i sin körning innebär en riskmedvetenhet som inte bara ska relateras till trafikrytmen, utan till trafikmiljön i sin helhet samt det egna fysiska och psykiska tillståndet. | „ |
| – Engström & Nyberg, 2006, s.46 | |   |